# Nighthawks at the Diner
Nighthawks at the Diner är den amerikanska musikern Tom Waits tredje album. Det gavs ut i oktober 1975 efter att ha spelats in i juli samma år, live i studion inför en liten, inbjuden publik.

## Låtlista
Låtarna skrivna av Tom Waits, där inget annat namn anges.
1. "(Opening Intro)" - 2:57
2. "Emotional Weather Report" - 3:47
3. "(Intro)" - 2:16
4. "On a Foggy Night" - 3:48
5. "(Intro)" - 1:53
6. "Eggs and Sausage (In a Cadillac With Susan Michelson)" - 4:19
7. "(Intro)" - 3:02
8. "Better Off Without a Wife" - 3:59
9. "Nighthawk Postcards (From Easy Street)" - 11:29
10. "(Intro)" - 0:56
11. "Warm Beer and Cold Women" - 5:21
12. "(Intro)" - 0:47
13. "Putnam County" - 7:35
14. "Spare Parts I (A Nocturnal Emission)" (Tom Waits, Chuck E. Weiss) - 6:25
15. "Nobody" - 2:50
16. "(Intro)" - 0:41
17. "Big Joe and Phantom 309" (Tommy Faile) - 6:28
18. "Spare Parts II and Closing" - 5:13

## Medverkande
- Tom Waits - Sång, piano (spår 11, 6, 8, 13 och 15), gitarr (spår 4 och 17)
- Mike Melvoin - Piano (spår 2, 4, 9, 14 och 18), elpiano (spår 6, 13, 8 och 11)
- Pete Christlieb - Tenorsaxofon
- Jim Hughart - Kontrabas
- Bill Goodwin - Trummor